# Atun
Atun (Thyrsites atun) – gatunek ryby z rodziny gempylowatych (Gempylidae).

## Występowanie
Południowo-zachodni Atlantyk: Urugwaj, Argentyna i Ziemia Ognista. Południowo-wschodni Atlantyk: Tristan da Cunha i południowa Afryka.
Południowo-zachodni Ocean Indyjski: południowa Afryka i wyspy Amsterdam i Wyspa Św. Pawła. Południowo-wschodni Ocean Indyjski: południowa Australia i Tasmania. Południowo-zachodni Pacyfik: południowa Australia i Nowa Zelandia. Południowo-wschodni Pacyfik: południowe Peru i Chile.
Żyje na szelfie kontynentalnym lub w pobliżu wysp na głębokości do 550 m (zazwyczaj od 100 do 500 m). Preferuje wody o temperaturze 13 – 18 °C. Tworzy ławice przy dnie lub w toni, wieczorem czasem zbliża się do powierzchni.

## Cechy morfologiczne
Osiąga 200 cm długości i 6 kg masy ciała. Ciało wydłużone i mocno ścieśnione. 35 kręgów. Linia boczna pojedyncza, biegnie bardzo blisko grzbietu, na wysokości pierwszej płetwy grzbietowej, nagle zakrzywia się w dół. Na pierwszym łuku skrzelowym 35 – 39 wyrostków filtracyjnych. W dwudzielnej płetwie grzbietowej 19 – 21 twardych i 11 – 13 miękkich promieni, w płetwie odbytowej 1 twardy i 10 – 12 miękkich promieni. W płetwach piersiowych 13 – 15 promieni, w płetwach brzusznych 1 twardy i 5 miękkich promieni.
Ubarwienie ciała ciemnoniebieskie, nieco jaśniejsze na brzuchu. Błona w pierwszej płetwie grzbietowej czarna.

## Odżywianie
Żywi się pelagicznymi skorupiakami (z rodzajów Euphausia i Nyctiphanes), głowonogami i rybami (szczególnie chętnie zjada sardynki i sardele).

## Rozród
Dojrzewa płciowo w wieku 2 – 4 lat przy długości 50 – 60 cm. Czas tarła zmienny w zależności od rejonu występowania. W Nowej Zelandii trze się od VIII do IV, w Nowej południowej Walii i wschodniej Wiktorii w Australii od VI di XI, w południowej Afryce od III do VIII, w południowej i zachodniej Australii od V do VIII, w Tasmanii i środkowej Wiktorii od X do III. Zwyczaje tarłowe są zmienne w zależności od pory roku. Ikra jest pelagiczna, przezroczysta. Żyje do 10 lat.

## Znaczenie
Ma duże znaczenie w rybołówstwie, sprzedawany świeży, wędzony, w konserwach i mrożony. W Japonii sporządza się z niego filety i ciastka rybne. Łowiony na wędkę.